# IC 715/2
IC 715/2 је галаксија у сазвијежђу Пехар која се налази на листи објеката дубоког неба у Индекс каталогу.
Деклинација објекта је - 8° 22' 44" а ректасцензија 11h 36m 54,8s. Привидна величина (магнитуда) објекта IC 715 износи 15,0 а фотографска магнитуда 16,0.